# Mühldorf (Auerbach in der Oberpfalz)
Mühldorf ist ein Gemeindeteil der Oberpfälzer Stadt Auerbach in der Oberpfalz im Landkreis Amberg-Sulzbach in Bayern.

## Lage
Der Weiler liegt an der Staatsstraße St 2403 und am Goldbrunnenbach, etwa 7 km nördlich der Stadt.

## Geschichte
Mühldorf gehörte bis 30. April 1978 zur politischen Gemeinde Ranzenthal und wurde im Zuge der Gemeindegebietsreform zusammen mit den Ranzenthaler Gemeindeteilen Espamühle, Hagenohe, Leiten, Ligenz und Ortlesbrunn zum 1. Mai 1978 in die Stadt Auerbach eingegliedert.